# NGC 6168
NGC 6168 ist eine etwa 14,1 mag helle Spiralgalaxie im Sternbild Herkules. Sie ist knapp 118 Millionen Lichtjahre von der Milchstraße entfernt und wurde am 21. Mai 1884 vom US-amerikanischen Astronomen Lewis A. Swift als nebliges Objekt entdeckt. Im selben Himmelsareal befindet sich auch die Galaxie NGC 6181.